# Congoharpax coiffaiti
Congoharpax coiffaiti es una especie de mantis de la familia Hymenopodidae.

## Distribución geográfica
Se encuentra en Gabón.